# 坦海姆
坦海姆是德国巴登-符腾堡州的一个市镇。总面积27.68平方公里，总人口2321人，其中男性1154人，女性1167人（2011年12月31日），人口密度84人/平方公里。